# Kanton Lons-le-Saunier-Sud
Der Kanton Lons-le-Saunier-Sud war von 1973 bis 2015 ein französischer Wahlkreis im Département Jura und in der ehemaligen Region Franche-Comté. Er umfasste zwölf Gemeinden im Arrondissement Lons-le-Saunier; sein Hauptort (frz.: chef-lieu) war Lons-le-Saunier. Die landesweiten Änderungen in der Zusammensetzung der Kantone brachten im März 2015 seine Auflösung.

## Gemeinden
- Bornay
- Chilly-le-Vignoble
- Courbouzon
- Frébuans
- Geruge
- Gevingey
- Lons-le-Saunier (Teilbereich)
- Macornay
- Messia-sur-Sorne
- Moiron
- Trenal
- Vernantois